# Pīrgaaj
Pīrgaaj (bengali: Pīrganj) är en ort i Bangladesh.   Den ligger i provinsen Rangpur, i den nordvästra delen av landet, 300 km nordväst om huvudstaden Dhaka. Pīrgaaj ligger 49 meter över havet och antalet invånare är 34 606.